# Dalovické lípy
Dalovické lípy jsou dva památné stromy lípy malolisté (Tilia cordata), které rostou v nadmořské výšce 400 m v zámecké zahradě asi 100 m jihovýchodně od zámku v Dalovicích v Karlovarském kraji. Koruny stromů sahají do výšky 19 m, obvody kmenů měří 461 cm a 386 cm (měření 2010). Chráněny jsou od roku 2006 jako esteticky zajímavé stromy, významné vzrůstem, krajinná dominanta a jako součást kulturní památky.

## Stromy v okolí
- Körnerův dub
- Duby u tvrze
- Zámecký dub
- Smuteční buk u školy
- Lípa u kapličky